# Waitoa
Waitoa est une petite localité de la région de Waikato, située dans l’Île du Nord de la Nouvelle-Zélande.

## Population
La population selon recensement de 2006 en Nouvelle-Zélande était de 318 habitants, en diminution de 42 personnes par rapport à  celui de 2001 .

## Activité économique
Une laiterie de la société Fonterra est le principal bâtiment bleu dans le milieu de la ville. ,
Deux installations de congélation et une des usines d’enduit, fonctionnent aussi dans la zone de Waitoa. 
Les ouvriers viennent des villes proches de Te Aroha, Morrinsville et Matamata.

## Accès
La rivière  Waitoa coule à travers le village et est prompte à inonder.
La ligne de chemin de fer qui va jusqu’à l’usine laitière, allait habituellement jusqu’à Te Aroha, mais toutefois cette section fut fermée et la ligne ne fonctionne plus que pour la laiterie. 

## Éducation
Waitoa a une école primaire avec environ 30 à 50 élèves.